# Phare de Suomen Leijona
Le phare de Suomen Leijona (en finnois : Suomen Leijona majakka) est un feu de gabarit et un radiophare situé à environ 46 km au sud-ouest de l'île d'Utö, en région d'Åland (Finlande). Il est localisé à 6 kilomètres des eaux territoriales finlandaises mais à l'intérieur de la zone économique exclusive du pays.

## Histoire
Le phare d'origine, de 1987, était un phare à caisson immergé en béton armé qui soutenait une tourelle d'acier surmonté d'une plate-forme pour hélicoptère. Il était alimenté par un aérogénérateur. En 1992, on a découvert que la fondation avait été sous-exploitée et que le phare menaçait de s'effondrer. Le problème a été résolu en le remplissant de gravats, mais le problème est revenu en 2004. Il a été démoli en 2005 et remplacé par un feu de gabarit et radiophare beaucoup plus petit.

## Description
Le phare actuel  est un pylone circulaire métallique de 13 mètres de haut, avec une petite lanterne. Il est blanc avec une bande orange. Il émet, à une hauteur focale de 13 mètres, deux éclats blancs toutes les 12 secondes. Sa portée nominale est de 9 milles nautiques (environ 17 km).
Il est équipé d'un Système d'identification automatique.
Identifiant : Amirauté : C4487 - NGA : 16098.

### Lien connexe
- Liste des phares de Finlande